# Pas de l'Ase (Ascó)
El pas de l'Ase és un congost del riu Ebre que comunica els municipis d'Ascó i Garcia (Ribera d'Ebre).